# Огастес П'юджин
Огастес П'ю́джин (повне ім'я Огастес Вілбі Нортмор П'юджин; англ. Augustus Welby Northmore Pugin 1 березня, 1812 — 14 вересня 1852) — англійський архітектор першої половини 19 століття, представник стилю неоготика. Дизайнер, декоратор, сценограф.

## Життєпис

### Батьки
Його батько, Огюстен де П'юджин ( 1768 - 1832 ), був французьким протестантом, що емігрував у 1798 р. з Франції у Британію, наляканий насиллям і терором часів французької революції 1789 - 1793 рр. Ще у Франції той розпочав працювати у модному стилі імітації готичного стилю. В Британії батько отримав роботу в галузі декору і створення світлин до книг про готичну архітектуру. Влітку батько відкривав невелику школу малювання з вивченням пам'яток середньовічної архітектури Англії і Франції. Разом з учнями батьківської школи займався і його син - Огастес П'юджин, що народився у Лондоні. Район Лондону Блумсбері, де народився Огастес, був інтелектуальним центром столиці Британії.

### Освіта і рання праця. Сценографія
Окрім батьківської літньої школи, навчався в звичній школі. Рано опанував архітектурне креслення і малюнок. У 15 років його узяли в проєктне бюро дизайнерської фірми Морель і Седдон. Важливою замовою на той час був комплект меблів для Віндзорського замку в готичному стилі. Огастес П'юджин підробляв і на стороні в інших фірмах. У 17 років молодий П'юджин розпочав власний невеликий бізнес по декору та постачанню меблів в малі міста королівства. Водночас розпочав працювати в театрі Ковент-Гарден декоратором в історичних виставах. Захоплення готичним мистецтвом ставало дедалі дужчим.

### Значні події 1830-х
У першій половині 1830-х рр. відбулися значні події в житті і свідомості митця. У 1831 році він збанкрутував і втратив свій бізнес. В 1831 році він вперше одружився. Клопоти з молодою дружиною і грошові трати обумовили невчасну плату за оренду. Як боржника, П'юджина запроторили у боргову тюрму. В 1832 році померла його перша дружина.
Захоплення готичним мистецтвом привело до переоцінки власних релігійних поглядів. Уява, що готичне мистецтво є відображенням найкращих рис саме католицизму, спонукає молодого П'юджина перейти з протестантизму у католицтво. Це відбулося у 1835 році. Зміна віросповідання значно погіршила стан митця в протестантському оточенні.
У 1833 році він працює над проєктами побудови Школи короля Едварда в місті Бірмінгем, його співпрацівник - Чарльз Баррі.

### В Стаффордширі

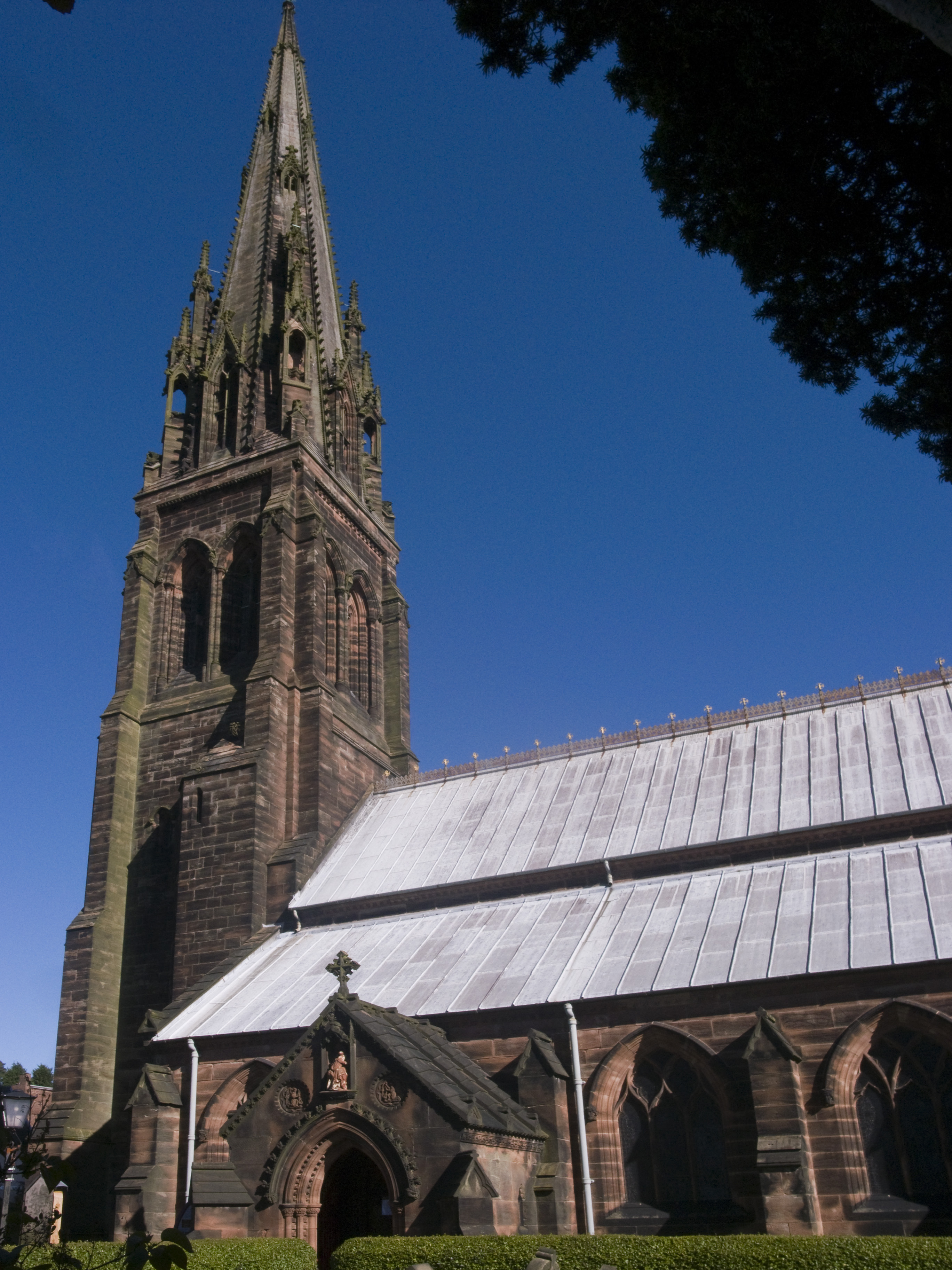
католицька церква Сент Джайлс

Дванадцять років Огастес П'юджин працював в Стаффордширі, де програми до його творів складав Джон Талбот, 16-й граф Шрусбери. П'юджин за період 1836 - 1848 років створив чотирнадцять різних споруд, серед них - 
- лікарня Святого Івана
- замок Алтон
- церква Сент Мери в містечку Брівуд
- відновлення замку Алтон Тауерс після пожежі
- католицька церква Сент Джайлс, Чидл
- монастир Святого Йосипа та інші.

Як католика його запросили працювати в католицьку родину Редмонд в Ірландії в графстві Вексфорд. Це був короткий період терплячого відношення до католиків Ірландії з боку англійців і навіть був дозвіл на будівництво релігійних споруд.

### Перемога в конкурсі
У 1834 році постраждав від пожежі будинок англійського парламенту. Урядом був проведений конкурс на проєкт нової споруди. Перемогу отримав проєкт, який представили Чарльз Баррі та Огастес П'юджин серед 84 інших. П'юджин створив чимало креслень для різних частин нової споруди, серед яких і дизайн годинникової вежі, що пізніше отримала жартівливу назву Біг Бен (Довгий Бен).
Готові частини нового англійського Парламенту викликали значне невдоволення архітектора - проєктанта через невідповідність його архітектури оригінальним зразкам і конструкціям готики. Готичним в споруді був лише декор, що пізніше визнали і дослідники споруди.

### Шлюби

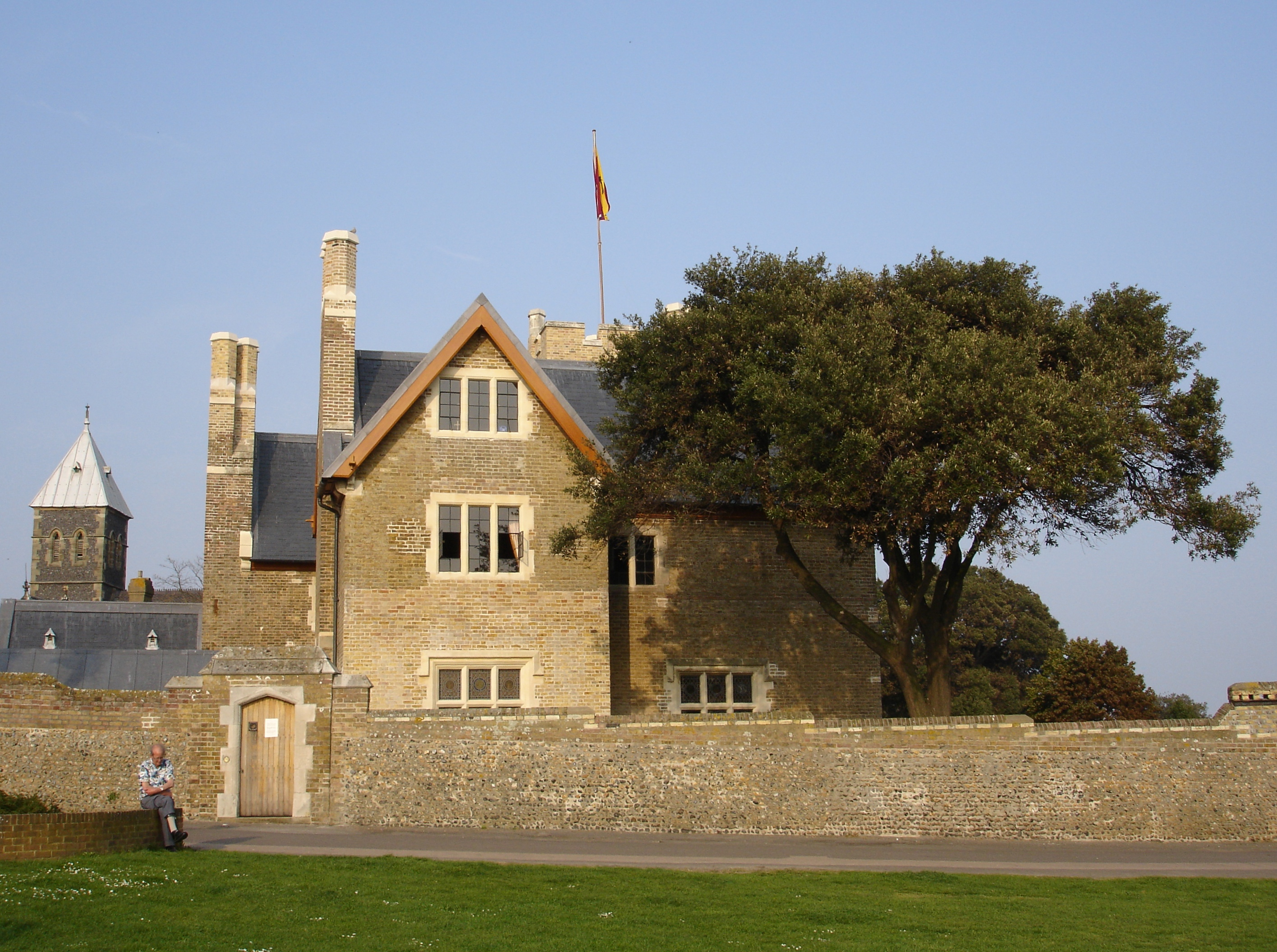
Сент Марі Грандж, власний будинок архітектора поблизу Солсбері.

Був тричі одружений. Перша дружина Сара Енн Гарнетт, побралися у 1831, померла під час пологів у 1832.
Вдруге узяв шлюб у 1833 році з Луїзою Бартон. Родина мала шестеро дітей. Луїза Бартон померла у 1844 році.
Огастес П'юджин узяв шлюб втретє у 1848 році з Джейн Нил (Knill), яка народила ще двоє дітей.
У 1835 році придбав ділянку землі неподалік від Солсбері, де побудував власний будинок Сент Марі Грандж в чудернацькому стилі 15 століття.

### Дизайнер
Важливою складовою творчості П'юджина був дизайн в історичній стилістиці. Він брався за створення проєктів меблів, візерунків для текстилю, ювелірних прикрас. Серед його дизайнерських творів - власний надгробок в старовинному стилі з фігурою самого П'юджина на кришці гробівця в молитовній позі.
Архітектор мав неабиякий авторитет за життя. Частка креслень архітектора скопійована і використана для будівництва в різних країнах світу, і також у Австралії.

### Депресія і Бедлам
В останні роки життя хворів на депресію, що стало на заваді в роботі. Хворого архітектора перевезли у Лондонську лікарню для божевільних, Бедлам. Коли його психічний стан стабілізувався, дружині вдалося перевезти хворого додому. Помер раптово у 1852 році вдома.

## Друковані твори
- «Контрасти»
- «Правдиві принципи християнської архітектури», 1841
- «Апологія відродження християнської архітектури в Англії», 1843

## Твори П'юджина
- лікарня Святого Івана
- замок Алтон

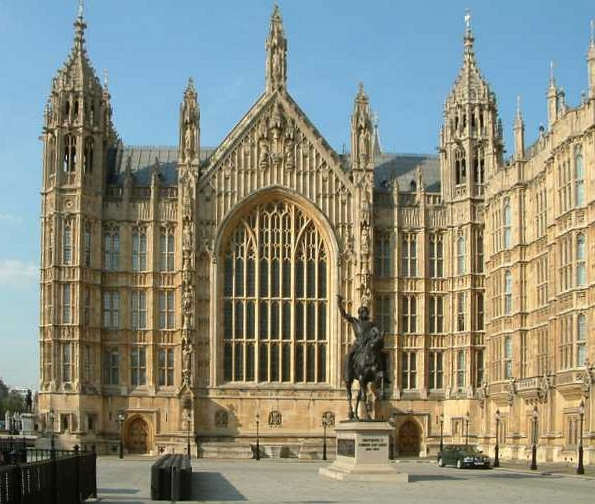
Вестмінстерський палац в співпраці з Чарльзом Баррі

- відновлення замку Алтон Тауерс після пожежі
- церква Сент Мери в містечку Аттоксетер
- церква Сент Жиль (Сент Джайлс), Чидл
- школа і пресбітерий
- церква Сент Мери в містечку Брівуд
- коледж Св. Петра
- каплиця абатства Лорето
- церква Михаїла Архангела
- церква Сент Мери в Кілларні
- годинникова вежа Біг Бен
- Вестмінстерський палац (новий Парламент в співпраці з Чарльзом Баррі)
- Ноттінгемський собор
- коледж Оскотта у Бирмингемі
- проєкт Школи короля Едварда у Бирмингемі